# Xanthograpta trilatalis
Xanthograpta trilatalis är en fjärilsart som beskrevs av Walker 1865. Xanthograpta trilatalis ingår i släktet Xanthograpta och familjen nattflyn. Inga underarter finns listade i Catalogue of Life.